# Усть-Ивановка
У́сть-Ива́новка — село в Благовещенском районе Амурской области России. Административный центр Усть-Ивановского сельсовета.

## География
Село Усть-Ивановка стоит на левом берегу реки Зея и на левом берегу реки Ивановка, в её устье.
Дорога к селу Усть-Ивановка идёт на север от автотрассы областного значения Благовещенск — Тамбовка.
Расстояние до Благовещенска — 20 км (через Владимировку).
От Усть-Ивановки на север идёт дорога к селу Черемхово Ивановского района.

## История
Основано в 1868 году. В 1972 году селу Будунда присвоено наименование Усть-Ивановка.

## Население
| 2002  | 2010  | 2012  | 2013  | 2014  | 2015  | 2016  |
| ----- | ----- | ----- | ----- | ----- | ----- | ----- |
| 1813  | ↗2471 | ↘2454 | ↘2443 | ↗2484 | ↗2530 | ↗2601 |
| 2017  | 2018  | 2021  |       |       |       |       |
| ↗2658 | ↘2656 | ↘2261 |       |       |       |       |

## Улицы
| - пер. Береговой, - пер. Берёзовый, - пер. Благовещенский, - ул. Больничная, - пер. Весенний, - ул. Весенняя, - ул. Военная, - пер. Высокий, | - ул. Гагарина, - ул. Зелёная, - ул. Ленина, - ул. Лесная, - ул. Любимая, - пер. Любимый, - ул. Магистральная, - пер. Магистральный, | - ул. Молодёжная, - ул. Новая, - ул. Объездная, - пер. Объездной, - ул. Пляжная, - ул. Полевая, - ул. Придорожная, - ул. Садовая, | - ул. Связистов, - ул. Солнечная, - ул. Сосновая, - ул. Спортивная, - пер. Спортивный, - ул. Тихая, - ул. Цветочная, - пер. Школьный. |

## Экономика
Сельскохозяйственные предприятия Благовещенского района.

## Инфраструктура
В этом селе расположено головное подразделение Амурской областной психиатрической больницы.